# Цвик, Валерий Леонидович
Вале́рий Леони́дович Цвик (20 августа 1941, Киев — 12 августа 2012, Москва) — российский учёный в области теории и практики телевидения, профессор кафедры телевидения и радиовещания факультета журналистики МГУ имени М. В. Ломоносова, проректор по научной работе Института повышения квалификации работников телевидения и радиовещания. Член Академии Российского телевидения (с 2010) и Союза журналистов.

## Биография
Родился 20 августа 1941 года. Вместе с матерью эвакуировался из Киева в Среднюю Азию; отец, политрук Леонид Самуилович Цвик (1912—1941), погиб в октябре того же года на фронте.
Работал в печати, на радио и телевидении: был корреспондентом Центрального телевидения на Украине и заведующим московским корпунктом Украинского телевидения.
В 1978 году, оставаясь практическим журналистом, защитил кандидатскую диссертацию на тему «Особенности системного функционирования местных студий телевидения: на материалах республиканского телевидения УССР».
С 1985 работал на факультете журналистики МГУ, был профессором кафедры телевидения и радиовещания. В разные годы заведовал кафедрой телерадиожурналистики Гуманитарного института телевидения и радиовещания имени М. А. Литовчина, преподавал в Институте современного искусства, Международном независимом эколого-политологическом университете, Останкинском институте телевидения и радио, школе Муз-ТВ. Был художественным руководителем Молодежной службы новостей.
В 1997 защитил докторскую диссертацию на тему «Телевидение переходного периода (Тенденции и проблемы реформирования в условиях информационного рынка)».
В 2003 стал проректором по научной работе Института повышения квалификации работников телевидения и радиовещания.
Читал теоретические курсы «Основы телевизионной журналистики», «Основы творческой деятельности журналиста», спецкурс «Новые средства массовой информации в стране и в мире», вёл занятия по методике телевизионной журналистики, спецсеминар «Работа телерепортёра в современных условиях».
Имел порядка 150 научных публикаций, в их числе — множество книг по телевизионной журналистике.
Умер в Москве 12 августа 2012 года от остановки сердца.
Прощание с учёным состоялось 15 августа в ритуальном зале № 2 Боткинской больницы.

## Награды и звания
- Премия «Золотое перо».